# Turbinellidae
Famille
Les Turbinellidae sont une famille de mollusques gastéropodes de l'ordre des Neogastropoda.
Ce sont de grands coquillages carnivores, essentiellement tropicaux. L'espèce Syrinx aruanus est le plus grand gastéropode actuel.

## Liste des sous-familles
Selon World Register of Marine Species (12 décembre 2014) :

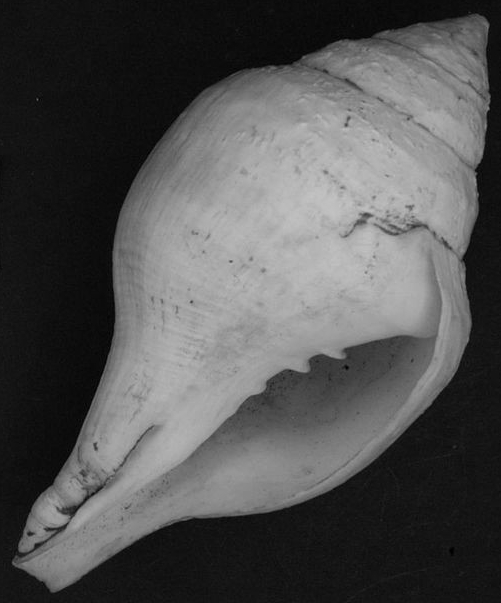
Turbinella pyrum, Centre de biodiversité Naturalis, Leyde, Pays-bas

- sous-famille Columbariinae Tomlin, 1928
  - genre Columbarium Martens, 1881
  - genre Coluzea Finlay, 1926
  - genre Fulgurofusus Grabau, 1904
  - genre Fustifusus Harasewych, 1991
  - genre Peristarium Bayer, 1971
- sous-famille Tudiclinae Cossmann, 1901
  - genre Tudicla Röding, 1798
- sous-famille Turbinellinae Swainson, 1835
  - genre Cryptofusus Beu, 2011
  - genre Syrinx Röding, 1798
  - genre Turbinella Lamarck, 1799
- sous-famille Vasinae H. Adams & A. Adams, 1853 (1840)
  - genre Altivasum Hedley, 1914
  - genre Enigmavasum Poppe & Tagaro, 2005
  - genre Pisanella Koenen, 1865
  - genre Tudivasum Rosenberg & Petit, 1987
  - genre Vasum Röding, 1798
- genre Pisanella Koenen, 1865 †

## Galerie

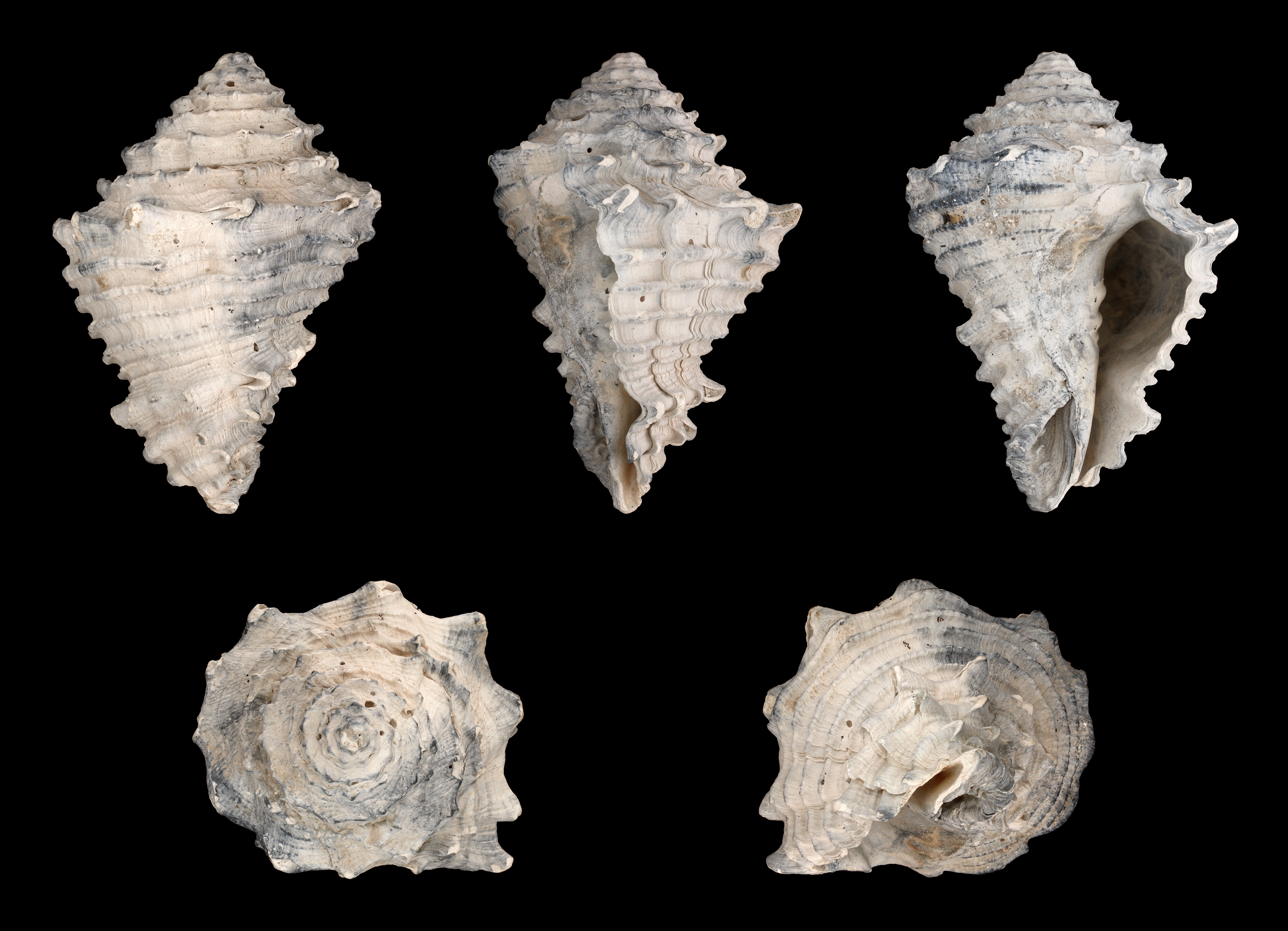
Hystrivasum horridum.
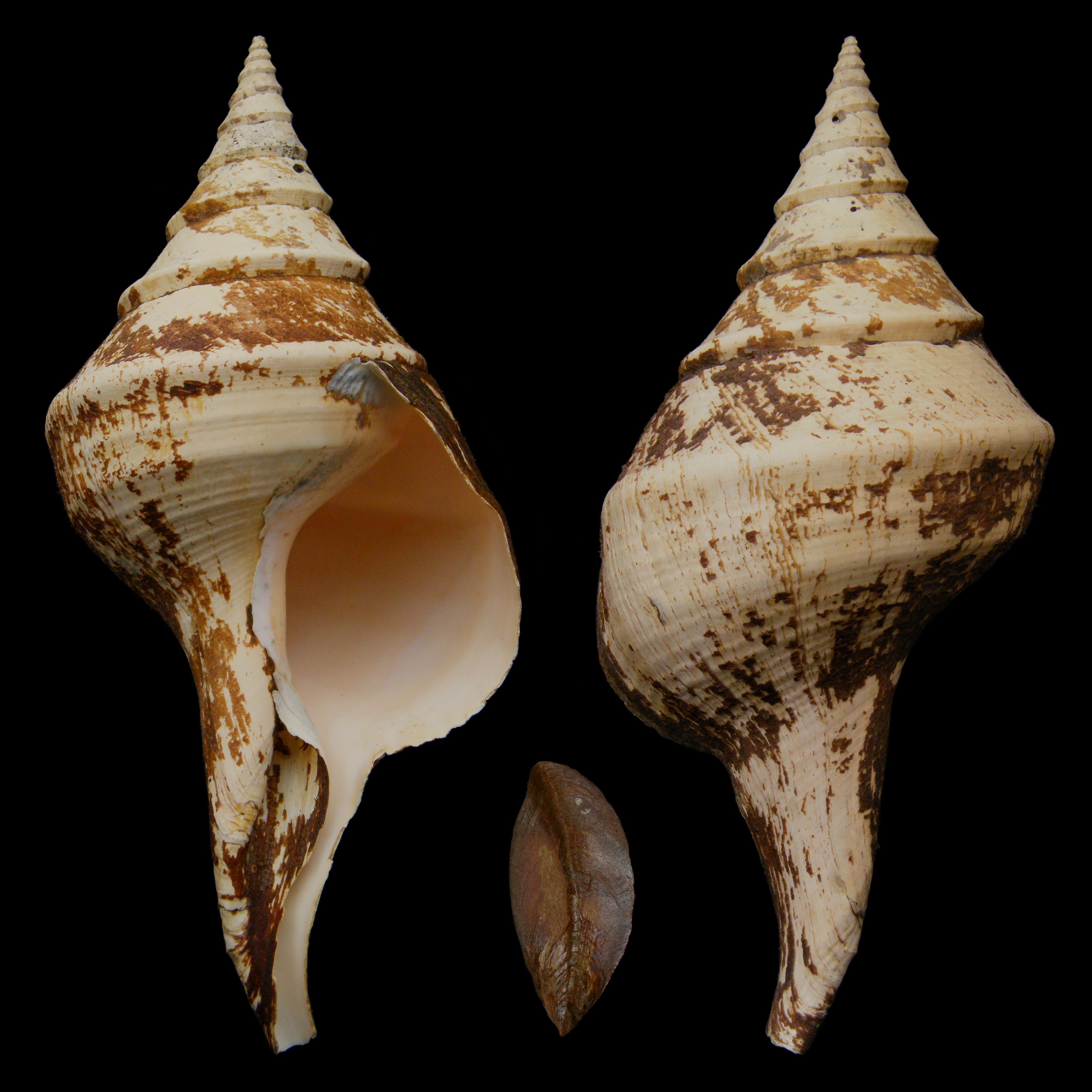
Syrinx aruanus.
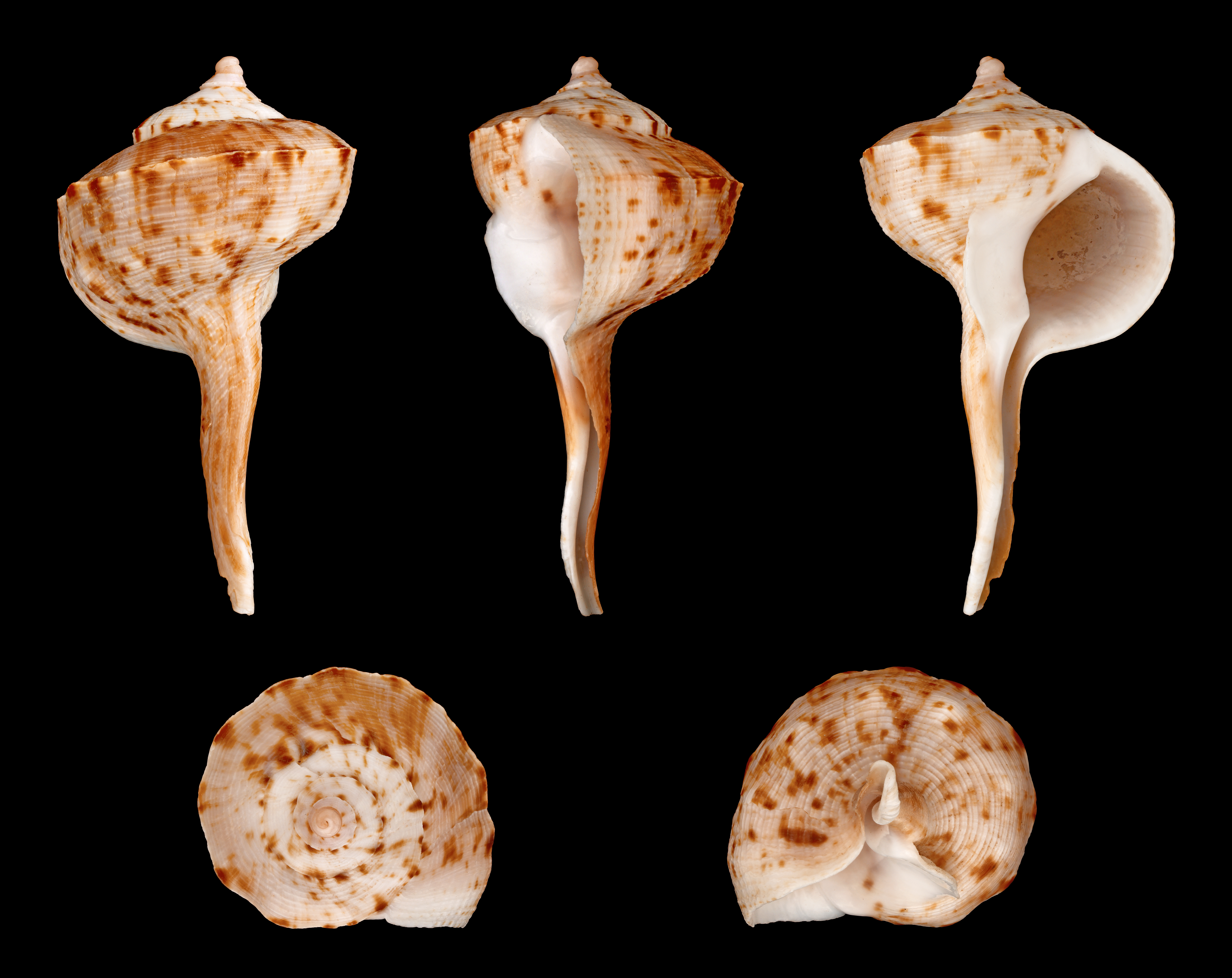
Tudicla spirillus.
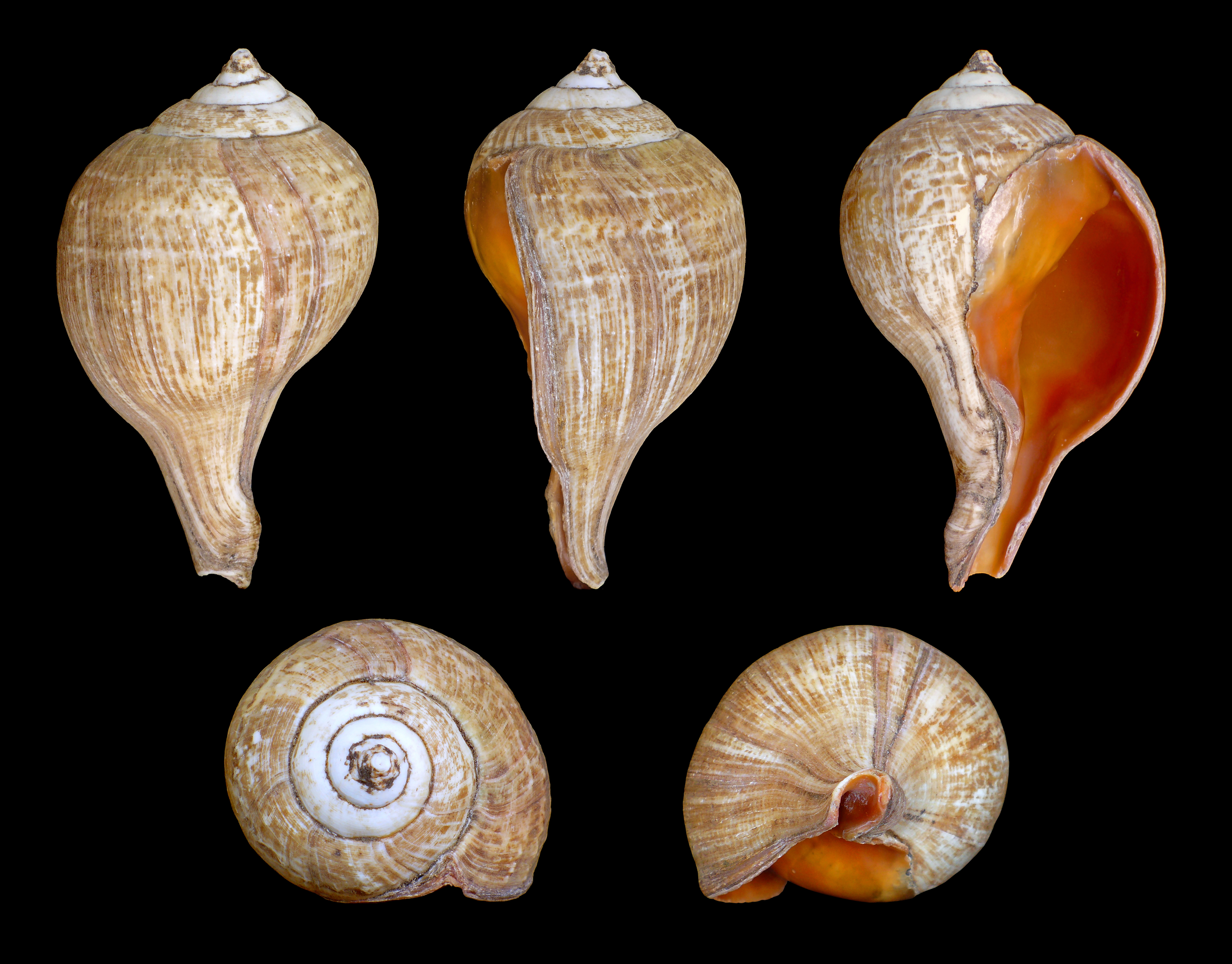
Turbinella pyrum.
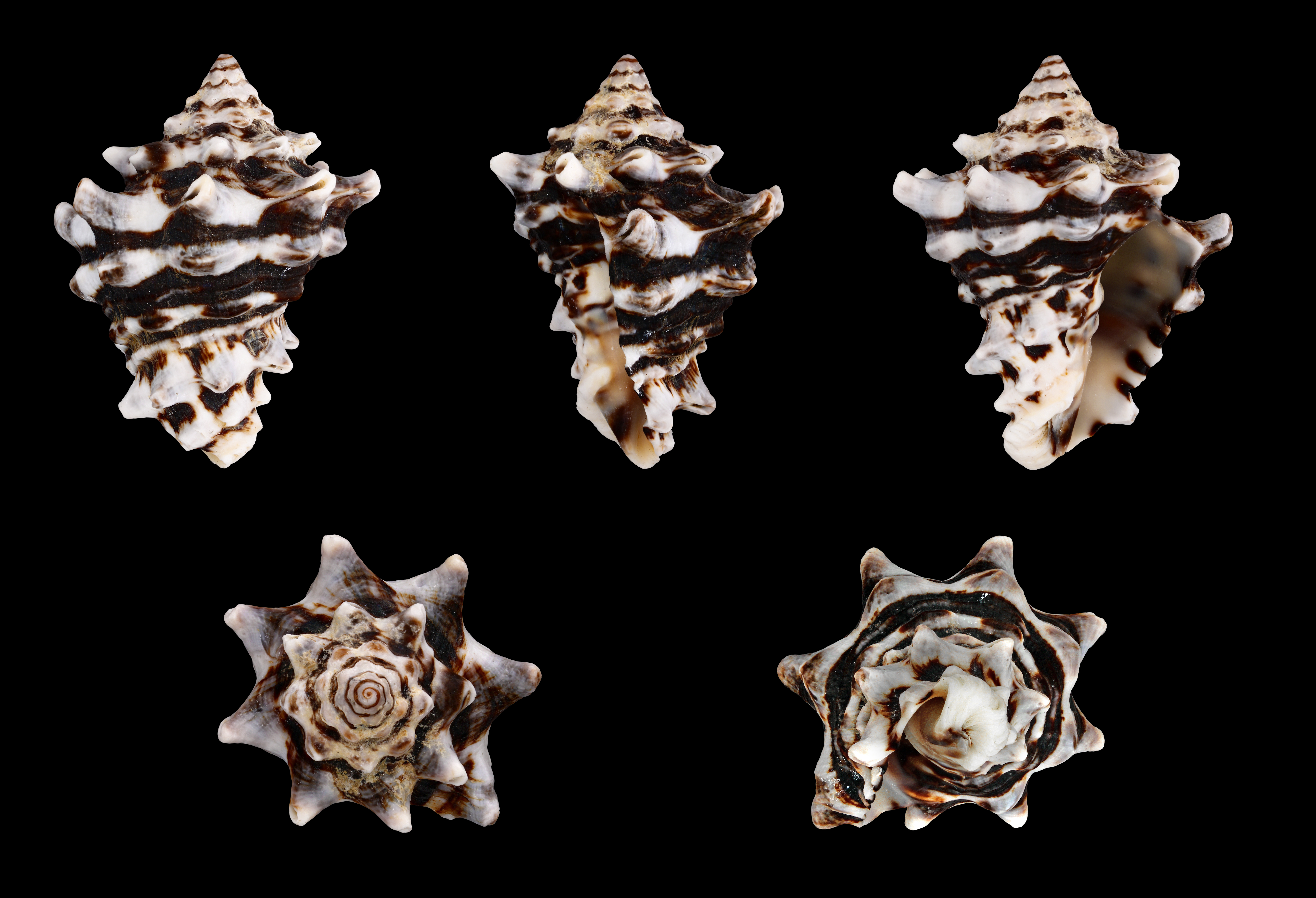
Vasum turbinellus.

## Usages
L'espèce Turbinella pyrum, gastéropode marin très courant sur les côtes indiennes dont la coquille est en forme de spirale (un type de bigorneau), ont été utilisés en abondance pendant l'âge du bronze dans la vallée de l'Indus pour fabriquer divers objets ornementaux et décoratifs : en particulier des bracelets que l'on trouve dans de nombreux sites harappéens et dans les sépultures, ce qui en dit long sur leur aspect symbolique.